# Миллер, Дейтон Кларенс
Дейтон Кларенс Миллер (англ. Dayton Clarence Miller) 13 марта 1866 — 22 февраля 1941, Кливленд) — американский физик, акустик, один из пионеров в использовании рентгеновских лучей, сторонник теории эфира и абсолютного пространства, отрицатель теории относительности А. Эйнштейна. С 1931 по 1933 президент Американского акустического общества.

## Биография
Родился 13 марта 1866 г. в Стронгсвилле (англ. Strongsville), штат Огайо, США. Родители — Чарльз Уэбстер Дьюи (англ. Charles Webster Dewey) и Виенна Померой Миллер (англ. Vienna Pomeroy Miller). Окончил университет Болдуин (англ. Baldwin University) в 1886 г. Получил степень доктора в Принстоне в 1890 г. и стал профессором математики и физики в Кейсовской школе прикладных наук (англ. Case School of Applied Science). В 1895—1936 гг. возглавлял там кафедру физики. В 1893 году женился на Эдит Истон (англ. Edith Easton). Умер в Кливленде, Огайо (англ. Cleveland, Ohio) 22 февраля 1941 г.

## Исследования в области рентгеноскопии
После открытия в 1895 г. В. К. Рентгеном X-лучей, Миллер построил рентгеновский аппарат с трубкой Крукса и двенадцатью батареями на жидком электролите. В 1896 г. сделал полный рентгеновский снимок человеческого тела по частям. Аппарат был использован в медицинских целях, в частности, для выявления неправильно сросшегося перелома руки у пациента доктора Крайла (Crile).

## Исследования в области акустики
Разработал аппарат phonodeik — предшественник осциллографа. Работал над акустикой зданий, включая Severance Hall в Кливленде. Исполнял и сочинял музыкальные произведения, построил орган, сделал золотую флейту, собрал коллекцию из 1500 флейт, которые остались в Библиотеке Конгресса США. Консультировал компанию Aeolian Co. при разработке фортепиано Веббера.

## Исследования теории эфирного ветра
Миллер повторил опыты Майкельсона на дирижабле. Вопреки первым опытам Майкельсона, результат был положительным, был обнаружен сдвиг в полосе интерферирующих волн: Для h = 250 м: Vэфир = 3 км/с; для h = 1860 м: Vэфир = 10 км/с.
Опыты производились в 1902—1906 годах (Морли и Миллер), в 1921—1925 годах (Миллер) и позднее. Опытная установка была поднята в горную местность и не закрыта металлическим кожухом согласно рекомендациям, которые дал Майкельсон в работе 1887 года.
Миллер утверждал, что на этом же оборудовании он получил определённый результат — эфирный ветер со скоростью около 10 км/с из апекса в созвездии Дракона с координатами (255°, +68°).
В 1933 году Д. К. Миллер опубликовал большую итоговую статью о своих работах, где указывал скорость эфирного ветра от 10 до 11±0,33 км/с при вероятной погрешности определения азимута ±2,5° и полярных координат ±0,5°.
Более позднее исследование результатов, полученных Д. Миллером, показало, что флюктуации, наблюдавшиеся им и интерпретированные как наличие «эфирного ветра» являются следствием статистических ошибок и неучёта температурных эффектов. Таким образом был сделан вывод, что его эксперименты не содержат доказательств существования эфира.

## Эксперименты на Маунт Вилсон, 1921 г

### Наблюдения в апреле 1921 г. Стальной интерферометр

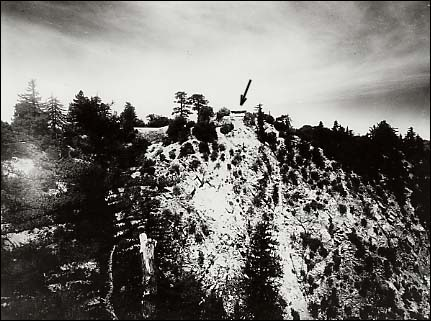
Дом с интерферометром на «Эфирных скалах» («Ether Rocks»), Маунт Вилсон

Благодаря любезности Института Карнеги в Вашингтоне интерферометр для обнаружения эфирного ветра был установлен на Маунт Вилсон в марте 1921 г. на фундаменте обсерватории Маунт Вилсона на утесе «Смятый холм» («Rock Crusher Knoll») или «Эфирном утесе» («Ether Rock»), как он будет назван позднее, около участка 100-дюймового телескопа на высоте около 1750 м. Бетонный фундамент покоился на открытой скале холма, и четыре бетонные опоры были сформированы для поддержки железного бака со ртутью на подходящей высоте. Это сооружение было заключено в легкий квадратный домик (см. фото.) со стороной 20 футов (6 м) и высотой до конька крыши около 12 футов (3,7 м). Стороны дома были огорожены листами из гофрированного железа, исключая высоту от четырех до семи футов над полом (от 1,2 до 2,1 м), на всех сторонах были непрерывные «окна» из белого брезента. Брезент был прикреплен к ряду рам так, что окна могли открываться на все стороны на уровне интерферометра на ширину 3 фута (90 см). В южном конце находилась небольшая дверь с железной и брезентовой вставками, чтобы уравнять стороны дома. Неровный настил пола был помещен несколько выше скалы; на этом полу была уложена ровная кольцевая дорожка, по которой наблюдатель мог удобно ходить, следуя за интерферометром когда тот медленно поворачивается вокруг своей оси. Конструкция дома предусматривала специальные широкие щели на различных стыках в стенах, в полу и под навесом крыши, так что воздух должен был циркулировать совершенно свободно, чтобы обеспечивать выравнивание температуры с внешним воздухом. Возможность открыть окна на все стороны значительно это облегчала. Для того чтобы обеспечить достаточную темноту при наблюдении полос в дневное время, использовали занавеси из тонкой черной бумаги, которые помещали над брезентовыми окнами и над такими отверстиями и щелями, которые добавляли слишком много света. В дом был проведен электрический свет и в наличии имелось несколько стационарных и переносных ламп. На каждой стене были размещены обычные и прецизионные термометры, и их показания считывались перед началом и в конце каждой серии наблюдений. На самом интерферометре все время находились барограф и термограф. К крыше дома был прикреплен анемометр. На всем продолжении наблюдений были также получены метеорологические записи. Эти обычные вещи применялись во всех последующих экспериментах.
Наблюдения были начаты 8 апреля и продолжались до 21 апреля 1921 г. с помощью аппарата и методов, примененных Морли и Миллером в 1904 и 1905 гг., с определенными модификациями и развитием деталей. Первые наблюдения из шестидесяти семи серий, включающих 350 об., дали положительный эффект, такой, какой был бы вызван реальным эфирным ветром, соответствующим относительному движению Земли и эфира со скоростью около 10 км/с. Прежде чем объявить такой результат, показалось необходимым изучить каждую из возможных причин, которые могли бы произвести смещение полос подобно такому эфирному ветру; среди причин предполагались радиационный нагрев, воздействия центробежных и гироскопических сил, нерегулярные гравитационные эффекты, податливость фундамента, магнитная поляризация и магнитострикция. Чтобы проверить первую причину, металлические части интерферометра были полностью закрыты пробкой толщиной около дюйма; было проведено пятьдесят серий наблюдений, состоящих из 273 об. Наблюдалось периодическое смещение полос, как в первых экспериментах, что показало, что радиационный нагрев не является причиной наблюдаемого эффекта.

### Наблюдения в декабре 1921 г. Бетонный интерферометр

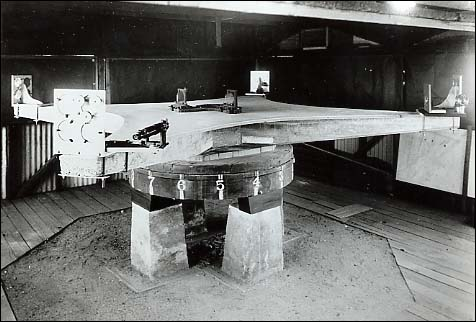
Интерферометр с базой из бетона, 1921 г.

Летом 1921 г. стальные фермы интерферометра были демонтированы, и на место — на ртутный плот была установлена база из одного куска бетона (см. фото.), усиленная латунью. Все металлические части, закрепленные на бетонном основании, были сделаны из алюминия или латуни. Весь аппарат был свободен от магнитных эффектов, а возможные эффекты от тепла сильно уменьшены. В декабре 1921 г. с немагнитным интерферометром было проведено 42 серии наблюдений, состоящих из 422 об. Они показали положительный эффект как влияние эфирного ветра, что полностью соответствовало наблюдениям в апреле 1921 г.
В то время множество вариаций побочных условий было опробовано. Наблюдения были выполнены с центрирующей шпилькой, вставленной в ее гнездо и затем вынутой; с вращением интерферометра по часовой стрелке и против, при быстром вращении (1 об. за 40 с) и медленном вращении (1 об. за 85 с); с тяжелым грузом, добавленным к телескопическому плечу основной рамы и затем к ламповому плечу; с поплавком, чрезвычайно наклоненным благодаря нагрузке сначала на один, а затем на другой квадрант; с записывающим помощником, ходящим кругами в различных квадрантах и останавливающимся в различных частях дома, близко и далеко от аппарата. Результаты наблюдений не зависели от каких-либо из этих обстоятельств.
Было показано, что применение бетонной основы не изменило наблюдаемого для стальной базы эффекта ни по величине, ни по азимуту. Бетонная база была менее, чем стальная, подвержена изменениям размеров при изменениях температуры; но это небольшое преимущество было сбалансировано тем, что температура в бетоне устанавливается медленнее. Учитывая, что бетон был значительно тяжелее, чем стальные части, которые он замещал, он был значительно менее жесток. Испытания показали, что груз в 30 г, помещенный на конец плеча интерферометра, производит смещение полос на ширину одной полосы, в то время как в 10 раз больший груз требуется для возникновения того же эффекта в стальной базе. Бетонная база была отвергнута, и во всех последующих наблюдениях применяли первоначальную стальную основу.

## Награды
- Медаль Эдварда Лонгстрета (1917)
- Медаль Эллиота Крессона (1927)